# جورج بیوان
جورج بیوان (انگلیسی: George Beavan؛ زادهٔ ۱۲ ژانویهٔ ۱۹۹۰) بازیکن فوتبال اهل بریتانیا است.
از باشگاه‌هایی که در آن بازی کرده‌است می‌توان به باشگاه فوتبال سالزبری سیتی، باشگاه فوتبال لوتون تاون، باشگاه فوتبال فیشر، باشگاه فوتبال بیلریکای، و باشگاه فوتبال گرایس اتلتیک اشاره کرد.